# Capnia caryi
Capnia caryi är en bäcksländeart som beskrevs av Baumann och Jacobi 2002. Capnia caryi ingår i släktet Capnia och familjen småbäcksländor. Inga underarter finns listade i Catalogue of Life.